# Гавилан, Диего
Дие́го Анто́нио Гавила́н Са́рате (исп. Diego Antonio Gavilán Zárate; 1 марта 1980, Асунсьоне, Парагвай) — парагвайский футболист, игравший на позиции опорного полузащитника, по завершении карьеры — тренер. Участник чемпионатов мира 2002 и 2006 годов в составе сборной Парагвая.

## Клубная карьера
Гавилан — воспитанник футбольной академии «Серро Портеньо». 28 сентября 1997 года в матче против «Атлетико Темпетари» он дебютировал в парагвайском чемпионате. После удачного сезона Диего перешёл в английский «Ньюкасл Юнайтед». Сумма трансфера составила 2 млн фунтов. В возрасте 19 лет Гавилан дебютировал в Премьер-лиге в поединке против «Сандерленда». Несмотря на старания парагвайца он не был футболистом основного состава, чаще выходя на замену. В апреле 2000 года в матче против «Ковентри» он забил свой первый и единственный гол за «Ньюкасл». Потеряв место в основе Диего выступал на правах аренды за мексиканский «Эстудиантес Текос», итальянский «Удинезе» и бразильский «Интернасьонал», контракт с которым он подписал после окончания соглашения с «Ньюкаслом» в 2004 году. В составе новой команды Гавилан дважды выиграл Чемпионат штата Риу-Гранди-ду-Сул.
В начале 2006 года Диего подписал контракт с аргентинским «Ньюэллс Олд Бойз». В новом клубе он провел два сезона, не являясь футболистом основы. В 2007 году он возвращается в Бразилию, где без особого успеха выступает за «Гремио», «Фламенго» и «Португеза Деспортос».
В начале 2009 Гавилан перешёл в «Индепендьенте». 16 февраля в матче против «Сан-Мартина» он дебютировал в новой команде. За клуб он сыграл 5 матчей после чего вернулся на родину, где заключил контракт с «Олимпией». 8 февраля 2010 года в поединке против «Такуари» Диего дебютировал в команде. Из-за отсутствия игровой практики он покидает клуб в конце года.
За свой новый клуб перуанский «Хуан Аурич» Гавилан сыграл 4 матча в 2011 году. С 2012 года он числится в «Индепендьенте» из Асунсьона

## Международная карьера
28 апреля 1999 года в товарищеском матче против сборной Мексики Гавилан дебютировал в сборной Парагвая. В 2002 году он в составе национальной команды поехал на Чемпионат Мира в Японию и Южную Корею. На турнире он принял участие в матчах против сборных ЮАР и Испании, а также в поединке 1/8 против Германии. В 2006 году Диего вновь попал в заявку сборной на поездку в Германию на Чемпионат Мира. На турнире он был футболистом резерва и не принял участие ни в одном матче.

## Достижения
«Интернасьонал»
- Победитель чемпионата штата Риу-Гранди-ду-Сул (2): 2004, 2005